# Erik Magnusson
Erik Magnusson di Svezia (1282 – 1318) fu Duca di Södermanland.

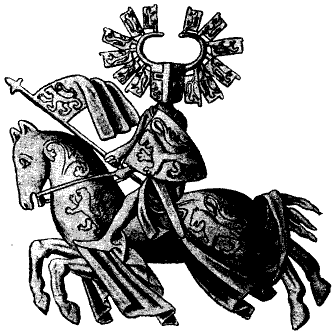
Sigillo di Erik Magnusson.

Figlio del re Magnus III di Svezia, fu uno dei più potenti signori di Svezia. La sua ambizione di unificare sotto una sola corona i tre regni della Scandinavia, lo condusse in una guerra civile contro il fratello Birger.
Ebbe molti possedimenti terrieri in Svezia, Norvegia e Danimarca. Suo figlio Magnus Eriksson, divenne re di Svezia col nome di Magnus IV.

## Ascendenza
|                      |                       |                      | Genitori |  |  | Nonni            |  |  | Bisnonni          |  |
|                      |                       |                      |          |  |  | Birger Magnusson |  |  | Magnus Minnesköld |  |
|                      |                       |                      |          |  |  | Birger Magnusson |  |  | Magnus Minnesköld |  |
|                      |                       | Ingrid Ylva          |          |  |  | Birger Magnusson |  |  |                   |  |
| Magnus III di Svezia |                       |                      |          |  |  | Birger Magnusson |  |  |                   |  |
|                      |                       | Ingeborg Eriksdotter | …        |  |  |                  |  |  |                   |  |
|                      |                       | Ingeborg Eriksdotter | …        |  |  |                  |  |  |                   |  |
|                      |                       | Ingeborg Eriksdotter | …        |  |  |                  |  |  |                   |  |
| Erik Magnusson       |                       | Ingeborg Eriksdotter |          |  |  |                  |  |  |                   |  |
|                      | Gerhard I di Holstein | …                    |          |  |  |                  |  |  |                   |  |
|                      | Gerhard I di Holstein | …                    |          |  |  |                  |  |  |                   |  |
|                      | Gerhard I di Holstein | …                    |          |  |  |                  |  |  |                   |  |
| Helvig di Holstein   | Gerhard I di Holstein |                      |          |  |  |                  |  |  |                   |  |
|                      |                       | …                    | …        |  |  |                  |  |  |                   |  |
|                      |                       | …                    | …        |  |  |                  |  |  |                   |  |
|                      |                       | …                    | …        |  |  |                  |  |  |                   |  |
|                      |                       | …                    |          |  |  |                  |  |  |                   |  |